# 日置郵便局 (山口県)
日置郵便局（へきゆうびんきょく）は、山口県長門市にある郵便局。民営化前の分類では集配特定郵便局であった。

## 概要
住所：〒759-4499 山口県長門市日置上6311

## 沿革
- 1874年（明治7年）12月 - 古市（ふるいち）郵便取扱所として開設[1]。
- 1875年（明治8年）1月1日 - 古市郵便局（五等）となる。
- 1885年（明治18年）10月1日 - 貯金取扱を開始。
- 1892年（明治25年）3月16日 - 為替取扱を開始。
- 1977年（昭和52年）10月19日 - 電話交換業務を油谷電報電話局に移管。同日、黄波戸郵便局から和文電報配達業務を移管[2]。
- 1981年（昭和56年）7月1日 - 和文電報配達業務を油谷電報電話局に移管。
- 1998年（平成10年）5月6日 - 日置郵便局に改称。
- 2007年（平成19年）10月1日 - 民営化に伴い、併設された郵便事業長門支店日置集配センターに一部業務を移管。
- 2012年（平成24年）10月1日 - 日本郵便株式会社発足に伴い、郵便事業長門支店日置集配センターを日置郵便局に統合。

## 取扱内容
- 郵便、印紙、ゆうパック、内容証明
- 貯金、為替、振替、振込、国際送金、国債
- 生命保険、バイク自賠責保険
- ゆうちょ銀行ATM（管轄はゆうちょ銀行広島支店）
- 長門市のうち旧大津郡日置町（〒759-44xx）の集配業務

## 周辺
- 長門市役所日置総合支所（旧・日置町役場）
- 長門市立日置小学校
- 長門市立日置中学校
- 国道191号

## アクセス
- JR山陰本線 長門古市駅から南へ約200m（徒歩約2分）
- ブルーライン交通バス 古市駅停留所下車
- 山口県道281号俵山長門古市停車場線沿い
- 駐車場あり：6台